# سيرجيو غونزاليس رودريغيز
سيرجيو غونزاليس رودريغيز (بالإسبانية: Sergio González Rodríguez)‏ هو صحفي مكسيكي، ولد في 26 يناير 1950 في مدينة مكسيكو في المكسيك، وتوفي بنفس المكان في 3 أبريل 2017 بسبب نوبة قلبية.